# NGC 7475-1
NGC 7475-1 (другие обозначения — PGC 70383, UGC 12337, MCG 3-58-27, ZWG 453.59) — эллиптическая галактика (E) в созвездии Пегас.
Этот объект входит в число перечисленных в оригинальной редакции «Нового общего каталога».